# Distretto di Čadca
Il distretto di Čadca (okres Čadca) è uno dei 79 distretti della Slovacchia, situato nella regione di Žilina, nella Slovacchia centrale.
Fino al 1918, il distretto era parte della contea ungherese di Trenčín.

## Geografia antropica
Il distretto è composto da 3 città e 20 comuni:

### Città
- Čadca
- Krásno nad Kysucou
- Turzovka

### Comuni
- Čierne
- Dlhá nad Kysucou
- Dunajov
- Klokočov
- Klubina
- Korňa
- Makov
- Nová Bystrica
- Olešná
- Oščadnica

- Podvysoká
- Radôstka
- Raková
- Skalité
- Stará Bystrica
- Staškov
- Svrčinovec
- Vysoká nad Kysucou
- Zákopčie
- Zborov nad Bystricou